# Gladiolus schweinfurthii
Gladiolus schweinfurthii är en irisväxtart som först beskrevs av John Gilbert Baker, och fick sitt nu gällande namn av Peter Goldblatt och M.P.de Vos. Gladiolus schweinfurthii ingår i släktet sabelliljor, och familjen irisväxter. Inga underarter finns listade i Catalogue of Life.